# 恆謹
恆謹（1761年11月24日（乾隆二十六年十月二十八）—1803年11月16日（嘉慶八年十月初三）），滿洲愛新覺羅氏。克勤郡王岳托後裔，已革平郡王訥爾圖之曾孫、追封克勤郡王訥清額之孫、克勤莊郡王雅朗阿第三子，第四任克勤郡王（鐵帽子王之一）（1794年－1799年）。
乾隆四十九年，恆謹被封為三等鎮國將軍。乾隆五十九年（1794年），父親雅朗阿逝世，恆謹承襲克勤郡王爵位。嘉慶四年（1799年），恆謹因不避皇后乘輿而遭奪去爵位，由四弟恆元之子尚格承襲克勤郡王爵位，恆元亦被追封為克勤郡王。同年十二月，朝廷授與恆謹散秩大臣；又在嘉慶七年（1802年）十月賞封不入八分輔國公爵。
恆謹在嘉慶八年十月初三（1803年11月16日）逝世，長子椿齡襲鎮國將軍爵。

## 家族
- 父：克勤莊郡王雅朗阿
- 母：側福晉張佳氏[1]
- 妻妾：[1]
  - 嫡妻富察氏(奎林之女)
  - 妾康氏
  - 妾李氏
- 子：[1]

1. 鎮國將軍椿齡，母嫡妻富察氏
2. 奉國將軍椿林，母嫡妻富察氏

### 引用
1. 1 2 3 4 5 6 7  《愛新覺羅宗譜》乙冊，3183－3184頁。
2. ↑  《清史稿》 列傳三 諸王二：“五十九年，薨，諡曰莊。子恆謹，襲。嘉慶四年，以不避皇后乘輿，奪爵。以弟恆元子尚格襲。恆元追封克勤郡王。”
3. ↑  《清史稿》 表二 皇子世表二：“恆謹雅朗阿第三子。乾隆四十九年，封三等鎮國將軍。六十年，襲克勤郡王。嘉慶四年，以罪革爵。”